# Salsola
Genre
Classification phylogénétique
Le genre Salsola regroupe des espèces de plantes de la famille des Amaranthacées ou des Chénopodiacées selon la classification classique de Cronquist (1981).

## Répartition et milieu de vie
Ce sont des plantes halophytes, présentes dans les prés salés, sur le littoral sablonneux.

## Utilisations
Jusqu'au XIXe siècle, ces plantes halophytes étaient utilisées pour fabriquer de la soude, utile pour faire du savon ou pour la fabrication du verre. On l'obtient après combustion de la plante. Les cendres contiennent alors 30 % de carbonate de sodium (Na2CO3) ou « soude naturelle ». Après caustication de la cendre (ajout de chaux), on obtient la soude caustique :
{\displaystyle (2Na^{+}+CO_{3}^{2-})+(Ca^{2+}+2OH^{-})\leftrightarrow CaCO_{3}+2(Na^{+}+OH^{-})}
Ce procédé a été supplanté par des méthodes chimiques à partir du sel de mer, ce sont le procédé Leblanc puis le procédé Solvay.
Ainsi, le terme alcalin provient de alcali, mot français d'origine arabe qui désignait la soude naturelle produite à partir de la plante Salsola kali.

## Espèces
Le genre Salsola  comprend 130 espèces natives essentiellement de l'ancien monde :
D'après l'ITIS :
- Salsola arbuscula
- Salsola aphylla L. f., lye bush, Namibie, Afrique du Sud,
- Salsola australis R. Br., chardon russe commun,
- Salsola collina Pall., chardon russe frêle,
- Salsola kali L., soude brûlée, chardon épineux russe,
- Salsola paulsenii Litv., chardon barbelérusse,
- Salsola ryanii Hrusa & Gaskin, chardon épineux russe,
- Salsola soda L., * Salsola tragus L., chardon russe à feuilles opposées,
- Salsola tragus L., Soude roulante[4], chardon épineux russe,
- Salsola vermiculata L., salsola aux feuilles vermiforme, chardon russe arbustif.

Autre espèce : 	 
- Salsola komarovii, salicorne japonaise des milieux salins d'Asie du nord-Est et de Russie orientale (cultivée),
- Salsola melitensis, soude endémique de l'archipel maltais.
- Salsola rosmarinus, endémique de la vallée du Jourdain.

## Galerie de photos

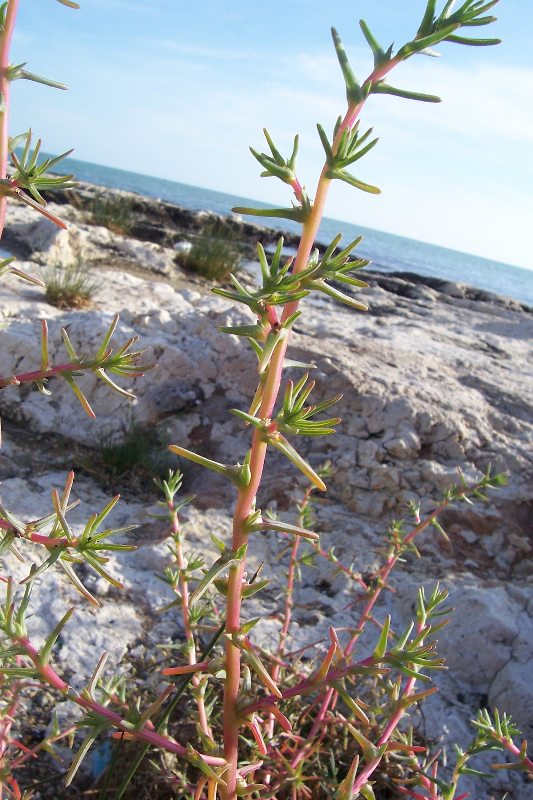
Salsola soda
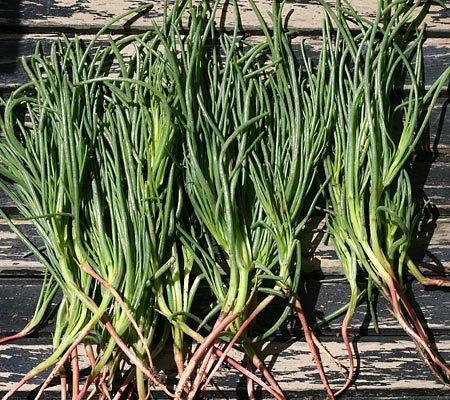
Salsola soda
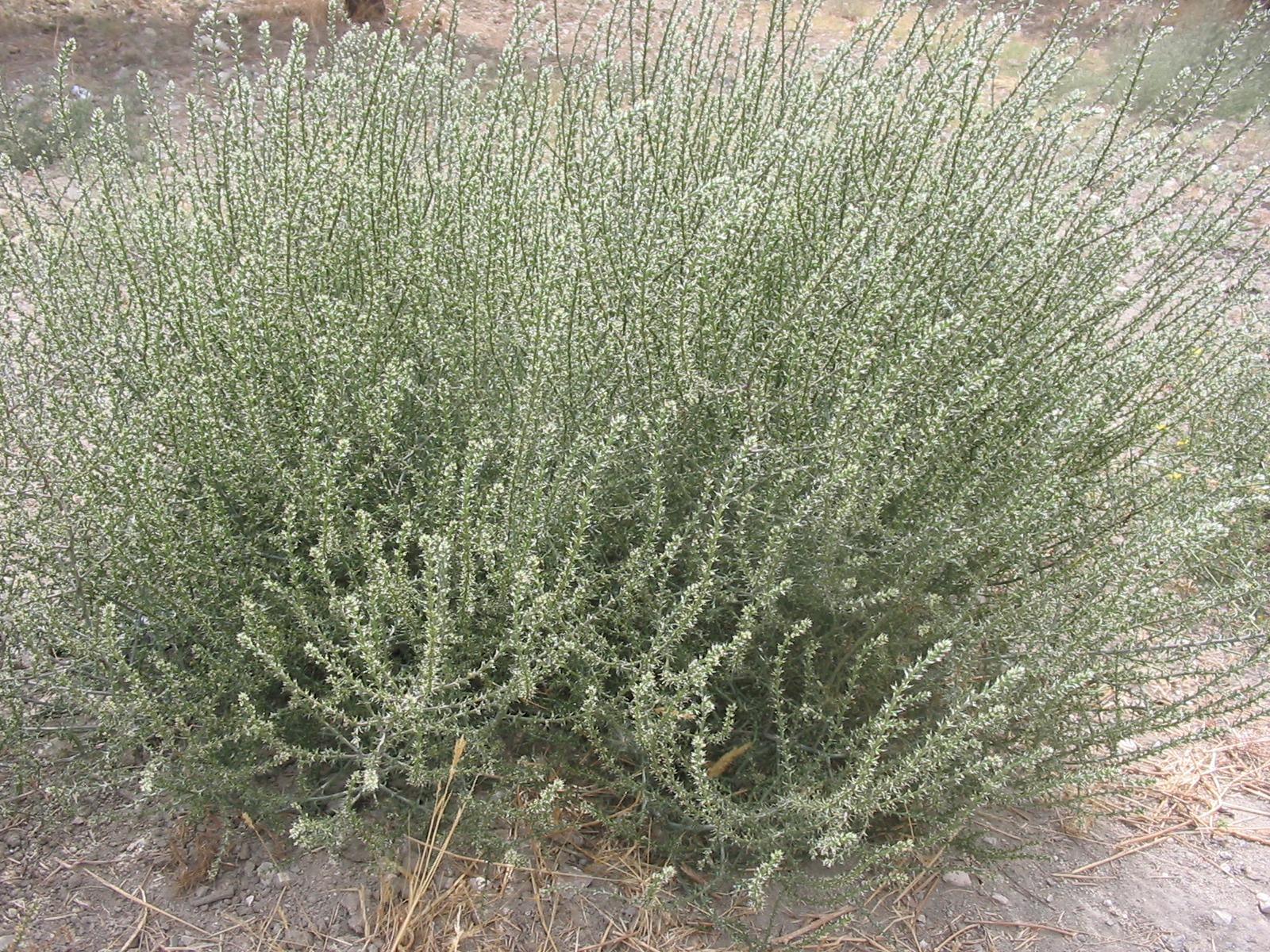
Salsola kali
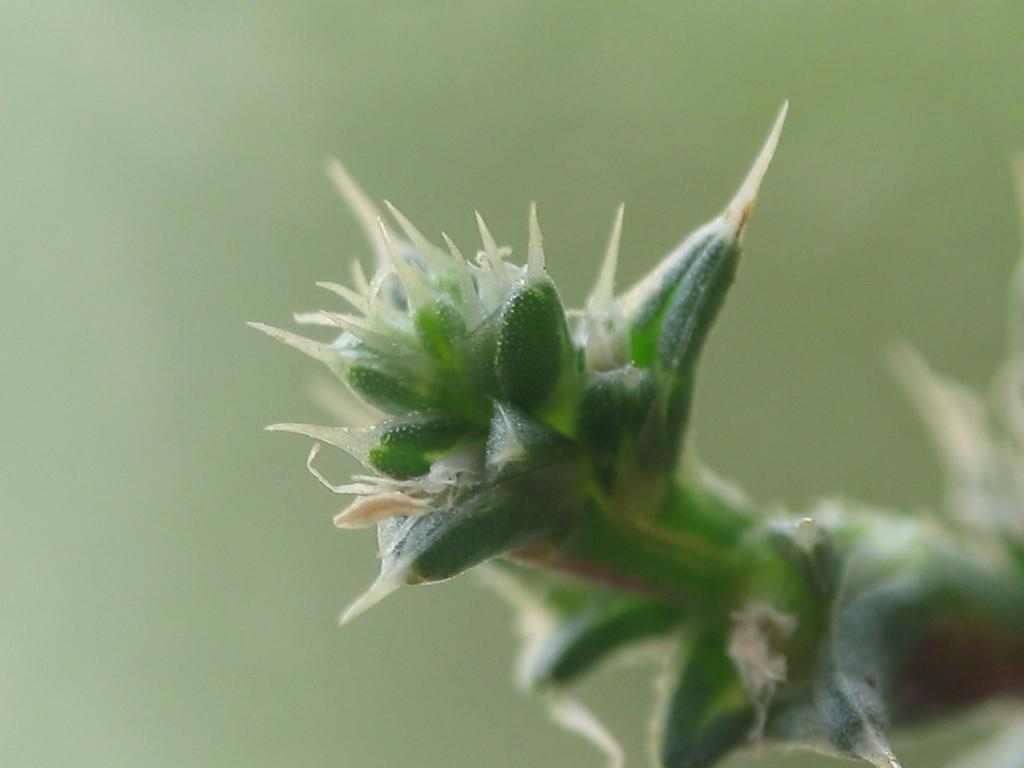
Salsola kali
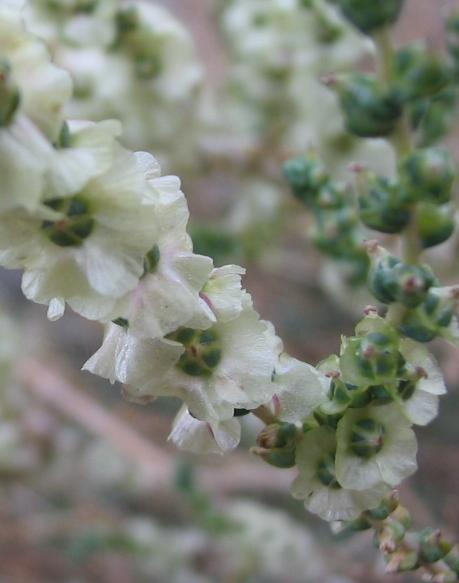
Salsola kali
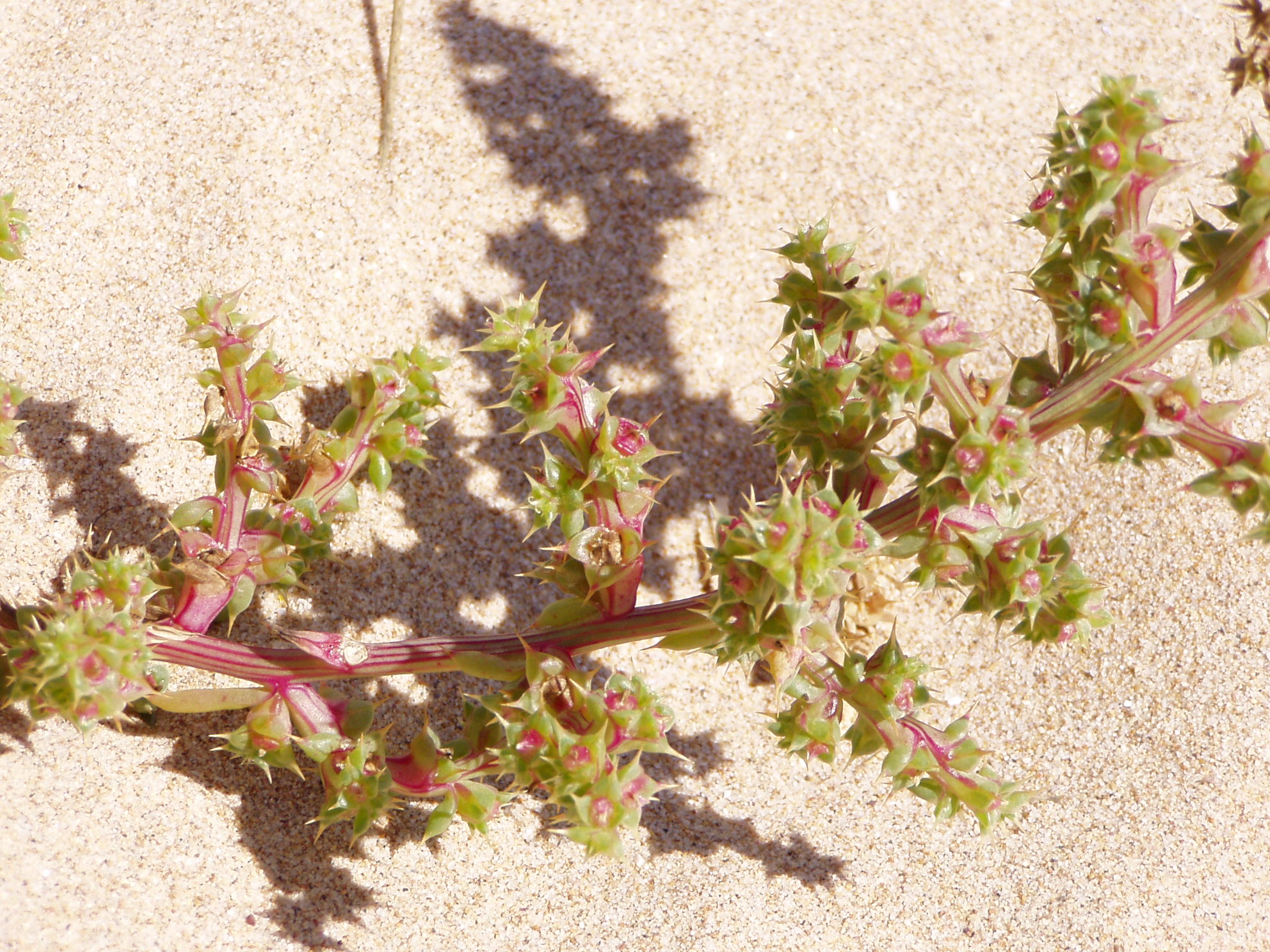
Salsola kali